# Tegernau (Adelsgeschlecht)

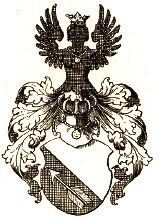
Wappen der König von Tegernau

Die Herren von Tegernau (auch Degernau, Tegernowe, Tegernaw, Tegernöwe) genannt König von Tegernau waren ein seit 1228 nachgewiesenes Ministerialengeschlecht in Diensten der Habsburger und der Markgrafen von Hachberg-Sausenberg, das 1729 erloschen ist.

## Geschichte
Das Geschlecht nannte sich nach dem Dorf Tegernau einem Ortsteil der Gemeinde Kleines Wiesental im Landkreis Lörrach in Baden-Württemberg. Es handelte sich aber wahrscheinlich um keinen Ortsadel, da keine Rechte der Familie am Dorf nachgewiesen sind. 1228 wurde in einer Urkunde ein Walterus von Tegernowe als Gefolgsmann der Grafen von Habsburg genannt.
1428 trat ein Hans von Tegernau genannt König auf, dessen Nachkommen den Beinamen König bis ins 17. Jahrhundert beibehielten. Das Geschlecht wird daher auch König von Tegernau genannt.
Ein Zweig der Familie lebte im 16. und 17. Jahrhundert im württembergischen Raum Balingen.

## Georg von Tegernau
Bereits seit 1414 trat der Edelknecht Georg (Jörg) von Tegernau öfter als Mitsiegler und Zeuge bei der Beurkundung von Geschäften des Markgrafen Rudolf III. von Hachberg-Sausenberg auf.
In einer Urkunde vom 23. Februar 1428 wird er als oberster Vogt des Markgrafen Wilhelm von Hachberg-Sausenberg bezeichnet. Der Markgraf war zu diesem Zeitpunkt 22 Jahre alt und hatte gerade die Regierung von seinem am 8. Februar verstorbenen Vater, Rudolf III., übernommen. Auch 1429, 1430, 1431, 1437, 1438, und 1439 wird er in Urkunden als oberster Vogt des Markgrafen Wilhelm genannt.
Bei der Abdankung des Markgrafen am 21. Juni 1441 zugunsten seiner noch unmündigen Söhne, Rudolf IV. und Hugo, war Georg von Tegernau nicht unter den Zeugen. Markgraf Wilhelm befreite bei der Abdankung alle seine Vögte von ihren Eiden.
Graf Johann von Freiburg-Neuenburg übernahm 1441 als Vormund die Regierung bis 1444. 1443 siegelt Georg von Tegernau wieder als oberster Vogt ein Urteil des Röttler Landgerichts, das im Namen des Markgrafen Wilhelm verkündet wurde.
Im Dezember 1443 agiert Georg von Tegernau als oberster Vogt der Herrschaft Rötteln im Streit mit den Herren von Ramstein über die Hohe Gerichtsbarkeit in Stetten.
Am 16. Januar 1444 übernahmen die Markgrafen Rudolf IV. und sein Bruder Hugo die Regierung von ihrem Vormund Graf Johann von Freiburg. Markgraf Rudolf IV. ernennt kurz darauf Georg von Tegernau zu seinem Bevollmächtigten in diesem Streit.

## Wappen
Schrägrechtsgeteilt, oben Silber, unten in schwarz ein silberner aufwärtsgerichteter Pfeil.